# Joel Feldman
Joel Shalom Feldman (nacido el 14 de junio de 1949 en Ottawa ) es un físico matemático y matemático canadiense.
Feldman estudió matemáticas y física en la Universidad de Toronto con una licenciatura en 1970 y en la Universidad de Harvard con una maestría en 1971 y un doctorado en 1974 con Arthur Jaffe con la tesis The {\displaystyle \lambda \cdot {\Phi }_{3}^{4}} Teoría de campos en un volumen finito.   En 1974-1975 investigó en Harvard sobre la teoría constructiva de campos cuánticos y de 1975 a 1977 fue instructor Moore en el MIT. En la Universidad de Columbia Británica se convirtió en 1977 en profesor asistente, en 1982 en profesor asociado y en 1987 en profesor.
Feldman recibió en 1996 el Premio John L. Synge, en 2007 el Premio CRM-Fields-PIMS,  en 2007 el Premio CAP-CRM,  y en 2004 el Premio Jeffery-Williams. De 1989 a 1991 fue Killam Fellow y Woodrow Wilson Fellow. En 2007 fue miembro del Instituto Fields.
Feldman trabaja en la teoría constructiva de campos cuánticos (con algunos trabajos en colaboración con Vincent Rivasseau, Konrad Osterwalder y Manfred Salmhofer). También investiga la teoría matemática de los líquidos de Fermi (incluidas las superficies de Fermi, las transiciones superconductoras y la construcción explícita de los fluidos de Fermi en dos dimensiones en el límite de temperatura cero en una larga serie de artículos con Knörrer y Trubowitz) y los fluidos de Bose en muchos cuánticos. -teoría del cuerpo. Con Horst Knörrer y Eugene Trubowitz, Feldman ha trabajado sobre superficies de Riemann de género infinito. Con Gunther Uhlmann ha escrito un libro sobre problemas inversos.
Feldman se convirtió en miembro de la Royal Society of Canada en 1990. En 1990 en Kioto fue orador invitado en el Congreso Internacional de Matemáticos con la conferencia Introducción a la teoría constructiva de campos cuánticos. Fue orador invitado en 2003 en Lisboa en la 14ª ICMP (Construcción de un líquido Fermi bidimensional, a partir del trabajo con Knörrer y Trubowitz). Feldman pronunció un discurso plenario en 1997 en Brisbane, en la 12ª ICMP (Renormalización de la superficie de Fermi, del trabajo con Salmhofer y Trubowitz). Fue elegido miembro de la Sociedad Canadiense de Matemáticas en 2019. 
De 2005 a 2010 Feldman fue editor del Journal of Mathematical Physics. Desde 1999 es coeditor de los Annales de l'Institut Henri Poincaré.
Los estudiantes de doctorado de Feldman incluyen a Gordon Slade.

## Publicaciones Seleccionadas
- con J. Magnen, V. Rivasseau, R. Sénéor: Infrarrojos {\displaystyle \Phi _{4}^{4}}, en Osterwalder, Raymond Stora Fenómenos críticos, sistemas aleatorios, teorías de calibre, Les Houches 43, Holanda Septentrional 1986, págs. 505–537
- con Trubowitz: Teoría de la perturbación para muchos sistemas de fermiones, Helvetica Physica Acta, vol. 63, 1990, págs. 156–260
- con T. Hurd, L. Rosen, J. Wright: Electrodinámica cuántica: una prueba de renormalizabilidad, Lecture Notes in Physics 312, Springer Verlag 1988
- con Horst Knörrer, Eugene Trubowitz: Riemann Surfaces of Infinite Genus, AMS (Sociedad Matemática Estadounidense) 2003
- con Knörrer, Trubowitz: Integrales funcionales fermiónicas y el grupo de renormalización, AMS 2002
- con Knörrer, D. Lehmann, Trubowitz: Líquidos de Fermi en 2 dimensiones espaciales, en Rivasseau Física Constructiva. Resultados en teoría de campos, mecánica estadística y física del estado sólido, Springer Verlag 1995, págs. 267–300